# Stefano dall'Arzere

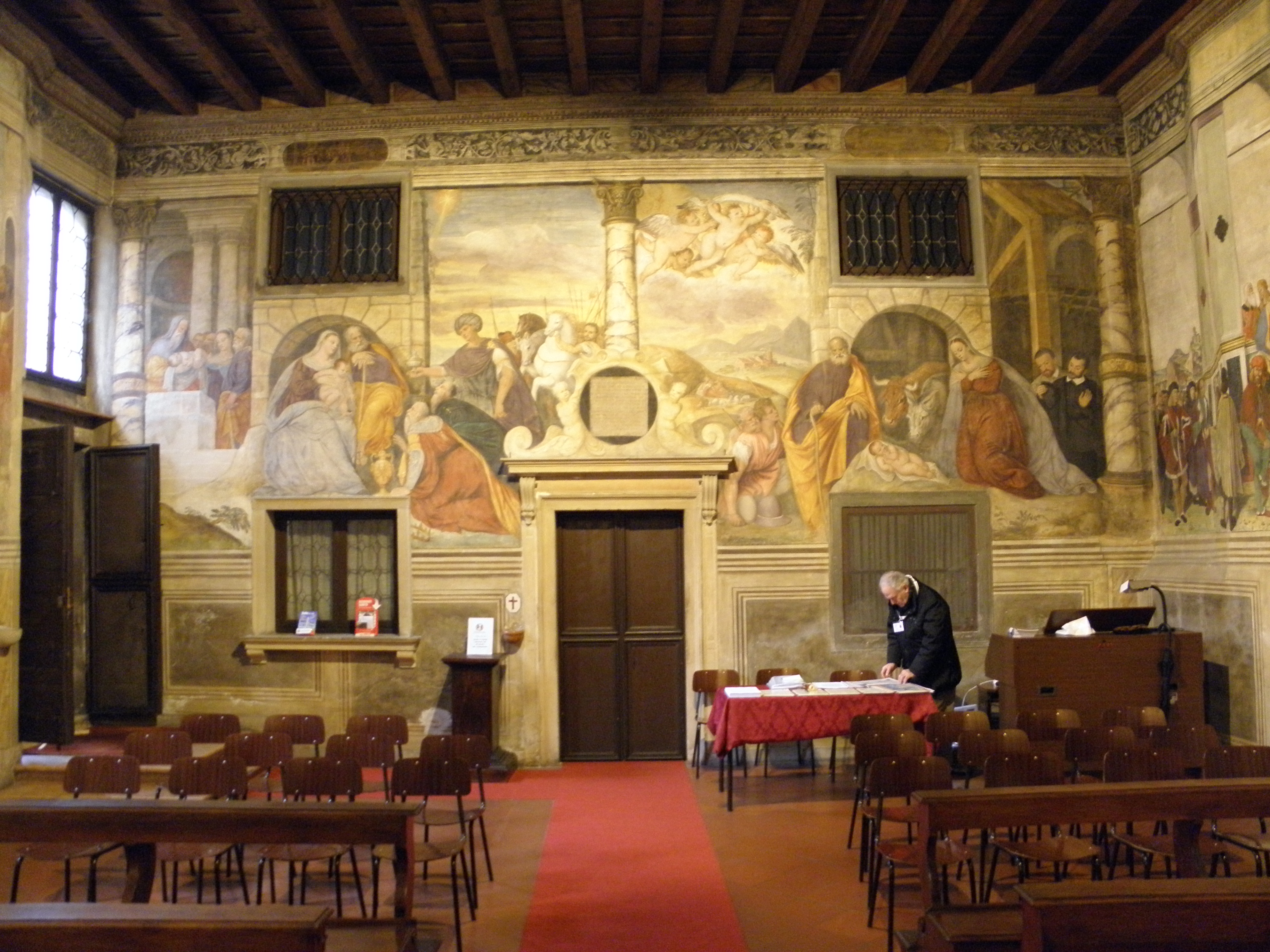
Padova, Scuola del Carmine: parete d'ingresso, affreschi della Natività di Gesù e dell'Adorazione dei Magi di Stefano dall'Arzare.

Stefano dall'Arzere (talvolta anche noto come dell'Arzare o dell'Arzere) (Merlara?, 1515 circa – Padova, dopo il 1575) è stato un pittore italiano.

## Biografia

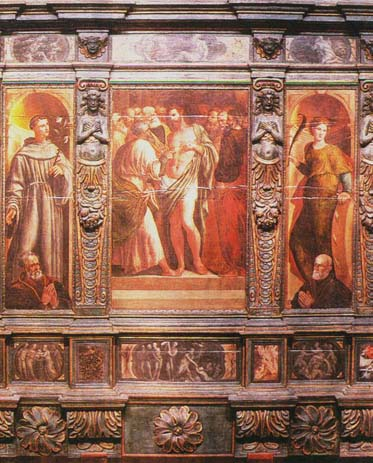
Pala d'altare con lIncredulità di san Tommaso ad Albignasego.

Stefano Dall'Arzere nacque intorno al 1515 presumibilmente a Merlara, piccolo centro rurale agli estremi confini meridionali della provincia di Padova. In giovane età si trasferisce a Padova ed inizia la pratica della pittura probabilmente nella bottega del Tiziano.
La sua attività, iniziata con la decorazione delle sale interne dell'oratorio di San Rocco a Padova, si sviluppa quasi esclusivamente nel padovano.
Della sua attività pittorica si possono ancora ammirare la scena dei funerali di San Rocco, presso l'Oratorio di San Rocco a Padova, gli affreschi della scuola del Carmine, presso la Chiesa del Carmine a Padova, gli affreschi dell'Oratorio del Redentore, presso la Chiesa di Santa Croce a Padova, la pala con Santa Barbara, al Museo Civico di Padova, alcune tracce di affreschi nella chiesa degli Eremitani a Padova, alcuni affreschi nell'oratorio di San Bovo a Padova e la Scena di San Tommaso apostolo dinanzi al re nell'Oratorio di San Tommaso ad Albignasego (PD).